# Archibald Garden Wernham
Archibald Garden Wernham (* 1916 in Kirkcaldy; † 7. Mai 1989 in Aberdeen) war ein schottischer Philosoph und Hochschullehrer. Von 1960 bis 1981 war er Regius Professor of Moral Philosophy an der University of Aberdeen.

## Leben
Wernham hatte an der University of Aberdeen, am Robert Gordon’s College Philosophie studiert. Er wechselte an das Balliol College, wo er seine Ausbildung vertiefte. 1945 nahm er Vorlesungen in Moralphilosophie an der University of St Andrews in Schottland auf. Er durchlief die üblichen Positionen Lecturer, Senior Lecturer bis hin zum Reader. 1960 wurde er als Nachfolger von Donald Mackenzie MacKinnon zum Regius Professor of Moral Philosophy an seiner Alma Mater berufen. Die Professur hielt er bis 1981. Zwischenzeitlich diente er der Universität auch als Dekan der Faculty of Arts von 1970 bis 73.
Wernhams Hauptinteresse galt Baruch de Spinoza, insbesondere dessen politischem Werk. Er fertigte die erste umfängliche Übersetzung von Spinozas Tractatus theologico-politicus (1958) ins Englische an. Zusätzlich fertigte er eine ausführliche Einführung in das Werk an. Vor dieser Veröffentlichung gab es keine zuverlässige Fassung in englischer Sprache und Wernhams Übersetzung entzündete das Interesse an den Arbeiten Spinozas.
Wernham selbst interessierte sich besonders für die Verbindung zwischen Spinoza und Thomas Hobbes. Er betrachtete Spinozas politische Philosophie als kritische Reflexion von Hobbes’ Theorien und zeigte auf, wo Spinoza Hobbes Ideen aufgriff, und wo er sie ablehnte. Beispielsweise stimmt Spinoza Hobbes zu, dass politische Philosophie in einem vorpolitischen  Zustand beginnen muss, aber er betrachtet diesen Zustand nicht als den absoluter Freiheit, sondern als Unterwerfung unter die Triebe. Des Weiteren glaubte Hobbes, dass eigentlich jeder politische Zustand dem Naturzustand vorzuziehen sei, aber Spinoza glaubte, dass Frieden kaum die Bezeichnung wert sei, wenn er auf eine Art und Weise erreicht würde, die dem Individuum ein Leben nach rationalen, ihm gemässen Regeln verweigerte. Wernham gestand ein, dass Spinozas Anleihen an Hobbes in den späteren Werken weniger offensichtlich seien.
Den Tractatus theologico-politicus betrachte Wernham als eine geradlinige Vertragstheorie, während das Tractatus politicus die Vertragstheorie vollständig aufgibt. Diesen Behauptungen Wernhams wurde von anderen Philosophen auf Spinozas Spuren entschieden widersprochen und hatten eine ausgiebige Debatte zur Folge.
Neben den politischen Schriften veröffentlichte Wernham nur wenig. Einige wenige Artikel stehen in seiner Bibliografie und keine weiteren Bücher. In ihrer Zeit galt seine Übersetzung als das Standardwerk in englischer Sprache. In neuerer Zeit werden seine Übersetzungen nur noch wenig verwendet, weil sie durch neuere Übersetzungen als überholt gelten.
Steven Barbone und Lee Rice, die Übersetzer einer neueren Fassung, kritisieren Wernhams Fassung gleich aus mehreren Gründen, darunter zweifelhafte Interpretationen von Spinozas Vertragsgedanken. Andererseits loben sie Wernham für seine auf den Punkt gebrachte Einleitung zu Spinozas Werk. Dessen ungeachtet erscheint es zweifelhaft, dass Spinozas Werk ohne Wernhams Übersetzung in der englischsprachigen Welt die gleiche Aufmerksamkeit erhalten hätte.

## Bibliographie
- 1958: Benedict de Spinoza, The Political Works; Übersetzung des Tractatus theologico-politicus ins Englisch
- Eschatological Verification and Parontological Obfuscation; im Canadian Journal of Theology, Vol. XIII (1967), No. 1